# Jadugora
Jadugora é uma vila no distrito de Purbi Singhbhum, no estado indiano de Jharkhand.

## Demografia
Segundo o censo de 2001, Jadugora tinha uma população de 19 003 habitantes. Os indivíduos do sexo masculino constituem 53% da população e os do sexo feminino 47%. Jadugora tem uma taxa de literacia de 72%, superior à média nacional de 59,5%: a literacia no sexo masculino é de 80% e no sexo feminino é de 63%. Em Jadugora, 12% da população está abaixo dos 6 anos de idade.